# Ophiuche abscisalis
Ophiuche abscisalis là một loài bướm đêm trong họ Erebidae.